# Herschbach
Herschbach ist eine Ortsgemeinde im Westerwaldkreis in Rheinland-Pfalz. Sie gehört der Verbandsgemeinde Selters (Westerwald) an.

## Geographie

### Geographische Lage
Herschbach befindet sich in der Dierdorfer Senke, die in der hügeligen Mittelgebirgsregion des unteren Westerwaldes auf halber Strecke zwischen Köln und Frankfurt am Main eingelagert ist. Die Gemarkung beherbergt drei Naturschutzgebiete sowie einen 800 ha großen Gemeindewald. In unmittelbarer Nachbarschaft befindet sich die Westerwälder Seenplatte, in der auch der durch die Gemarkung fließende Holzbach entspringt.

### Umliegende Städte und Gemeinden
Unmittelbare Nachbargemeinden sind (im Uhrzeigersinn von Norden beginnend): Mündersbach (3 km), Schenkelberg (3 km), Hartenfels (3 km), Rückeroth (1 km), Marienrachdorf (3 km) und Freirachdorf (2 km). Die nächsten Städte sind Selters (Westerwald) (6 km südlich), Dierdorf (7 km westlich) und Hachenburg (14 km nördlich). Koblenz (35 km südwestlich), Siegen (51 km nordöstlich) und Bonn (60 km nordwestlich) sind die nächsten Großstädte.

## Geschichte

### Von den Anfängen bis zur Industrialisierung
Der Fund eines „schnurverzierten westdeutschen Bechers“, von dem eine Nachbildung im Landschaftsmuseum Westerwald in Hachenburg ausgestellt wird, weist auf eine menschliche Existenz in diesem Raum vor etwa 4000 Jahren hin. Die schriftliche Überlieferung des Ortes Herschbach beginnt – nach derzeitigem Forschungsstand – mit der ersten urkundlichen Erwähnung im Jahre 1248, in welcher der Erzbischof von Köln Konrad von Hochstaden beurkundet, dass sein Schwager Heinrich II. von Isenburg-Grenzau auf alle Ansprüche über Herschbach zu Gunsten der Gräfin Mechthild von Sayn verzichtet. Es ist anzunehmen, dass dieses Areal schon früher besiedelt wurde, da in der Engerser Chronik 963 ein Ort namens Hergispach auftaucht. Der Ortsname entwickelt sich über 1267 Herincsbach, 1348 Hergyszbach und 1536 Niederherszbach zum heutigen Herschbach. Trotz der Urkunde von 1248 kam Herschbach vor 1310 als kurkölnisches Lehen zur Grafschaft Isenburg-Arenfels, die auch über die 1320 erstmals erwähnte Burg Arx Hergispach verfügten. Im Jahre 1353 verlieh Kaiser Karl IV. Herschbach die Stadtrechte, wobei schon vorher die Voraussetzungen hierfür geschaffen wurden und Herschbach bereits ab 1343 als Oppidum bzw. Stadt bezeichnet wurde. 1367 oder 1371 wurde Herschbach von Kuno II. von Falkenstein, Erzbischof von Trier, belagert und erobert. Mit Aussterben der Arenfelser Linie kam Herschbach 1371 zu gleichen Teilen an Wilhelm I. von Isenburg-Braunsberg-Wied und Salentin IV. von Nieder-Isenburg, dessen Sohn Salentin V. 1392 alleiniger Besitzer wurde. In der Folge wurde Herschbach mehrfach verpfändet, so finden sich unter den Besitzern/Pfandherren Gerhard II. von Sayn-Sayn, Philipp I. von Katzenelnbogen, die Landgrafschaft Hessen, Kurtrier und Wilhelm von Flodorf.
Herschbach blieb von den Wirren des Dreißigjährigen Krieges 1618–1648 weitestgehend verschont, jedoch wurden die Dörfer Oberherschbach und Dorfborn bis auf die Kapelle Oberherschbach zerstört, sodass dessen Einwohner Zuflucht in der befestigten Siedlung Herschbach suchten und fanden. Die Burg inmitten ihrer Weiher war eine Pflegestätte des Handwerks. Die heutigen Straßen Obertor und Untertor kennzeichnen die damalige Dimension des sogenannten Städtgens. Diese Bezeichnung kann als Hinweis darauf verstanden werden, dass die Entwicklung des Orts irgendwo zwischen Dorf und Stadt verblieben war. Die 1353 verliehenen Stadtrechte (s. o.) mussten immer wieder erneuert werden, was jedoch im Verlauf des 17. Jahrhunderts nicht mehr geschehen ist und die Siedlung somit das Recht, sich Stadt nennen zu dürfen, verwirkt hatte und fortan als Flecken bezeichnet wurde. Das ab 1664 mit dem Aussterben des Geschlechts von Isenburg-Grenzau kurtrierisch gewordene Amt Herschbach umfasste die Kirchspiele Herschbach, Horhausen, Marienrachdorf und Peterslahr. Das heute im Ortszentrum noch vorfindbare regelmäßige Straßenmuster entstand nach dem großen Brand von 1795, verursacht durch die Wirren der Koalitionskriege, als 97 Gebäude den Flammen zum Opfer fielen, im Zuge des Wiederaufbaus. Hierbei wurden auch die mittelalterlichen Befestigungsanlagen geschleift, um Baumaterialien und neue Bauplätze zu gewinnen. Mit dem Ende des Kurstaats fiel Herschbach 1803 im Zuge des Reichsdeputationshauptschlusses zum Fürstentum Nassau-Weilburg, das wiederum 1806 im Herzogtum Nassau aufgegangen ist. Der nach dem Wiener Kongress beim Herzogtum Nassau verbliebene Teil des Amtes Herschbach ging 1816 im Amt Selters auf. 1866 wurde das Herzogtum vom Königreich Preußen im Zuge des Deutschen Krieges annektiert und anschließend zur preußischen Provinz Hessen-Nassau umgewandelt. Herschbach wurde innerhalb der Provinz 1867 dem neu gebildeten Unterwesterwaldkreis zugeordnet und gehörte zum Regierungsbezirk Wiesbaden.

### Der Quarzitboom der goldenen Herschbacher Jahre
Als 1884 die Eisenbahnlinie Siershahn–Altenkirchen eröffnet wurde, eröffneten sich neue Perspektiven für den Abbau des hochwertigen Süßwasserquarzites, da ein günstiger Transport möglich war. Mit der Eröffnung der Kleinbahn Selters–Hachenburg AG mit Sitz in Herschbach begann 1900 der planmäßige Abbau in den Gemarkungen Herschbach, Rückeroth, Freirachdorf und Marienrachdorf. Mit der weiteren Aufwärtsentwicklung der Eisenindustrie wurde der Herschbacher Quarzit einer der gefragtesten Rohstoffe für die feuerfeste Industrie. Der Quarzitabbau war für viele Jahre die Hauptverdienstquelle am Ort. 1939 waren 625 Arbeiter aus Herschbach und der angrenzenden Gemeinden in den Steinbrüchen beschäftigt.

### Jüngste Entwicklungen
Nach dem Zweiten Weltkrieg gehörte Herschbach zur französischen Besatzungszone, in dessen Nordteil 1946 das Land Rheinland-Pfalz errichtet wurde, das 1949 Teil der neu gegründeten Bundesrepublik Deutschland wurde.
In den 1950er Jahren wurde die Förderung von Quarzit eingestellt, weil die abnehmende Mächtigkeit der Quarzitbänke einen lohnenden Abbau unmöglich machte. Was übrig blieb vom „Quarzitboom der goldenen Herschbacher Jahre“, ist eine tiefgreifende Veränderung im Landschaftsbild durch heute zum Teil schon mit Niederwald bewachsene Abraumkuppeln und Halden. Viele stillgelegte Gruben werden als Fischteiche genutzt. Unland, verfallene Verladerampen und unwegsames Gelände erinnern noch an das Herschbacher Quarzitbecken. Dies hatte auch große Auswirkungen auf die Auflösung der Kleinbahn Selters-Hachenburg und Abriss der Schienen bis 1960. Jenseits des alten Bahndamms nördlich des Ortes entstand das Neubaugebiet Neu-Herschbach. Nach Ende des Quarzitabbaus war die Gemeindeverwaltung um die Ansiedlungen von Betrieben anderer Industriezweige bemüht, was auch gelang. So eröffnete beispielsweise die Deutz AG ein Komponentenwerk in Herschbach.
Im Zuge der in der zweiten Hälfte der 1960er Jahre begonnenen rheinland-pfälzischen Verwaltungsreform wurde am 22. April 1972 die Verbandsgemeinde Selters (Westerwald) neu gebildet, der Herschbach als eigenständige Gemeinde seitdem angehört. 1974 wurden der Unterwesterwaldkreis und der Oberwesterwaldkreis zum neuen Westerwaldkreis vereinigt, zu dem die Verbandsgemeinde seitdem gehört. Am 1. Januar 1976 wurde der Gemeindename von „Herschbach (Unterwesterwald)“ in „Herschbach“ geändert.

## Bevölkerung
Die Bevölkerungszahl betrug am 30. September 2023 3.070 Einwohner mit Hauptwohnsitz und 86 Einwohner mit Nebenwohnsitz (gesamt: 3.156 Einwohner). Davon sind 49,6 % männlich und 50,4 % weiblich. Der Ausländeranteil liegt bei 9,94 %. Dieser wird von Bewohnern türkischer Herkunft dominiert. Die personenstärkste Altersdekade mit 16,6 % ist die von 50 bis 59 Jahren.
Die Mehrheit der Bevölkerung gehört der christlichen Kirche an; 44,1 % sind römisch-katholisch und 18,0 % evangelisch.
Vom Familienstand her betrachtet sind 37,9 % ledig, 44,7 % verheiratet, 7,4 % verwitwet und 8,0 % geschieden.
Bevölkerungsentwicklung
Die Entwicklung der Einwohnerzahl von Herschbach, die Werte von 1871 bis 1987 beruhen auf Volkszählungen:
| Jahr | Einwohner |
| ---- | --------- |
| 1815 | 888       |
| 1835 | 1.088     |
| 1871 | 1.009     |
| 1905 | 1.140     |
| 1939 | 1.476     |
| 1950 | 1.545     |
| 1961 | 1.657     |

| Jahr | Einwohner |
| ---- | --------- |
| 1970 | 2.031     |
| 1987 | 2.337     |
| 1997 | 2.704     |
| 2005 | 2.890     |
| 2011 | 2.810     |
| 2017 | 2.771     |

Einwohnerentwicklung von Herschbach von 1815 bis 2017 nach nebenstehender Tabelle

Nach einem starken Wachstum in der Nachkriegszeit bis in etwa die Mitte der 2000er Jahre zeigte sich zuletzt das typische Bild vieler ländlicher Gemeinden in Deutschland: allgemeiner leichter Bevölkerungsrückgang bei gleichzeitiger Überalterung.

## Politik

### Gemeinderat
Der Gemeinderat in Herschbach besteht aus 20 Ratsmitgliedern, die bei der Kommunalwahl am 9. Juni 2024 in einer personalisierten Verhältniswahl gewählt wurden, und dem ehrenamtlichen Ortsbürgermeister als Vorsitzendem.
Die Sitzverteilung im Gemeinderat:.
| Wahl | SPD | CDU | FLH | BLH | Gesamt   |
| ---- | --- | --- | --- | --- | -------- |
| 2024 | 3   | 8   | 7   | 2   | 20 Sitze |
| 2019 | 4   | 8   | 8   | –   | 20 Sitze |
| 2014 | 5   | 9   | 6   | –   | 20 Sitze |
| 2009 | 4   | 11  | 5   | –   | 20 Sitze |
| 2004 | 3   | 11  | 6   | –   | 20 Sitze |

- FLH = Freie Liste Herschbach e. V.
- BLH = Bürgerliste Herschbach e. V.

### Bürgermeister
Axel Spiekermann (CDU) wurde 2014 Ortsbürgermeister von Herschbach. Bei den Kommunalwahlen 2019 wurde er in der Stichwahl mit 58,51 Prozent wiedergewählt. Auch bei der Direktwahl am 9. Juni 2024 wurde er bestätigt. Ohne Gegenkandidaten erhielt er 71,4 % der Stimmen.
Spiekermanns Vorgänger Edgar Deichmann (CDU) hatte das Amt 22 Jahre ausgeübt.

### Wappen
| Wappen von Herschbach | Blasonierung: „Schräglinks geteilt von Silber und Rot, überdeckt vom goldnimbierten Laurentius von Rom im schwarzen Mantel, silbernen Untergewand und in silbernen Schuhen, in der Rechten einen roten Feuerrost, in der Linken ein silbernes Buch haltend.“ |
| Wappen von Herschbach | |

## Gemeindepartnerschaft
- Pleudihen-sur-Rance (Bretagne, Frankreich) seit September 1979

Im Dezember 1978 besuchte eine Delegation aus Pleudihen-sur-Rance mit dem im Jahr zuvor neugewählten Bürgermeister E. Playout, der in seinem Programm auch die Gründung einer Gemeindepartnerschaft mit einer Gemeinde in England oder Deutschland beabsichtigte, auf Initiative einer Bürgerin aus Pleudihen, die nach dem 2. Weltkrieg einen auf einem Bauernhof bei Pleudihen untergebrachten Herschbacher Kriegsgefangenen kennenlernte und diesen 1977 auf einem Campingplatz in Pleudihen wiedertraf, die Gemeinde Herschbach. Im Mai 1979 erfolgte der Herschbacher Gegenbesuch, um die Partnerschaft mit diesem Ort zu besiegeln.
Im September 1979 fand die offizielle Partnerschaftsfeier in Herschbach statt. In einer außerordentlichen Gemeinderatssitzung wurden die Partnerschaftsurkunden von den damaligen Bürgermeistern E. Playoust und Franz Beuler unterzeichnet.
Im Jahre 1981 fand der erste Schüler- und Jugendaustausch statt. Seitdem werden diese Aktivitäten jährlich fortgeführt.
Am 25. Januar 2001 trafen sich 25 Freunde der Partnerschaft, um einen Verein zu gründen. Der Verein unterstützt den Partnerschaftsausschuss der Ortsgemeinde und bringt Ideen ein, um der Bevölkerung die Skepsis gegenüber der Partnerschaft zwischen der bretonischen Gemeinde Pleudihen-sur-Rance und Herschbach zu nehmen. Die Jugendarbeit ist jedoch oberstes Ziel des Vereines, denn „die Jugend ist der Garant für den Fortbestand der Partnerschaft und somit auch für den Frieden in Europa“, so der damalige Vereinsvorsitzende.

## Kultur und Sehenswürdigkeiten

### Bauwerke

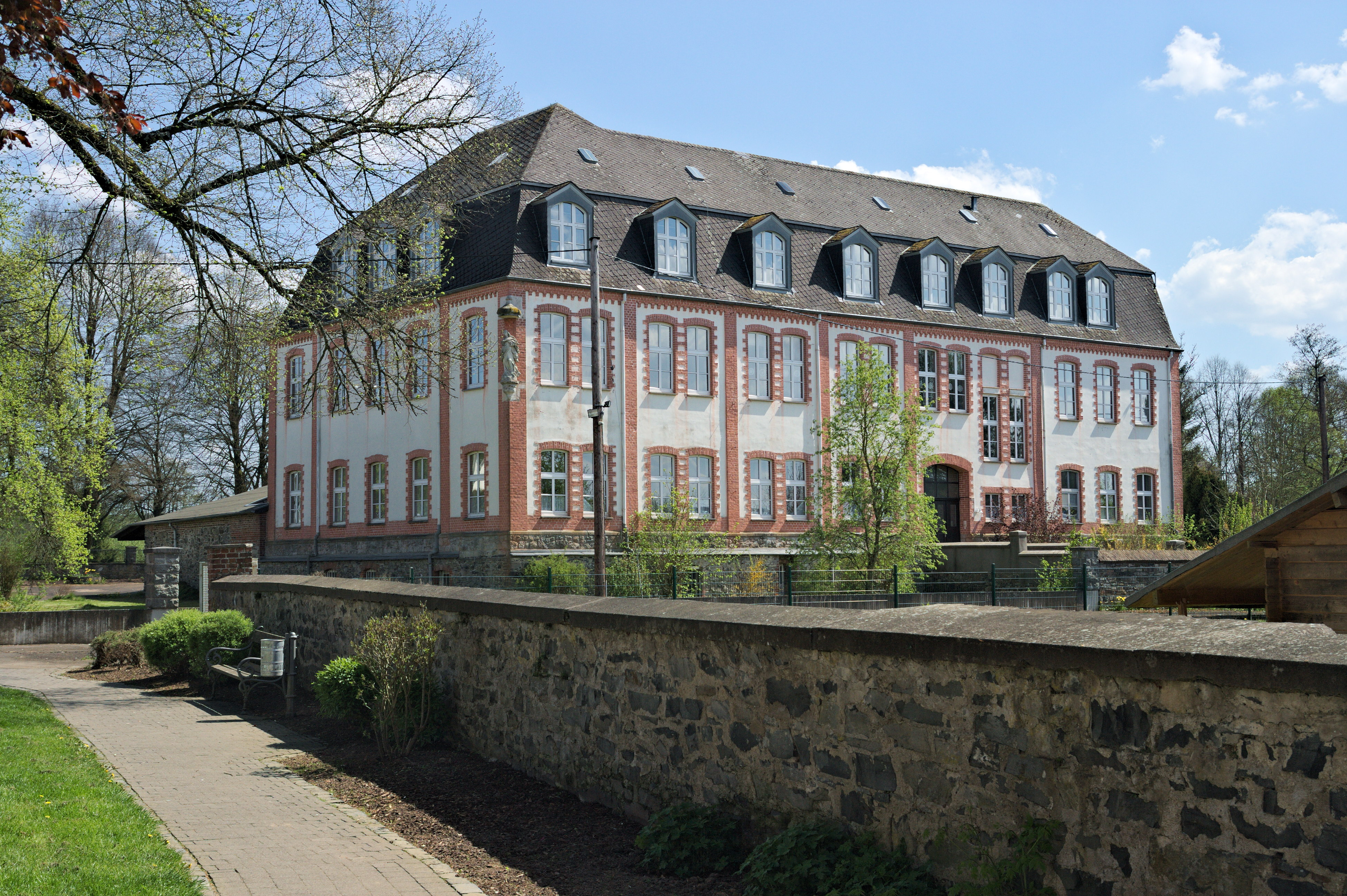
Kloster Marienheim

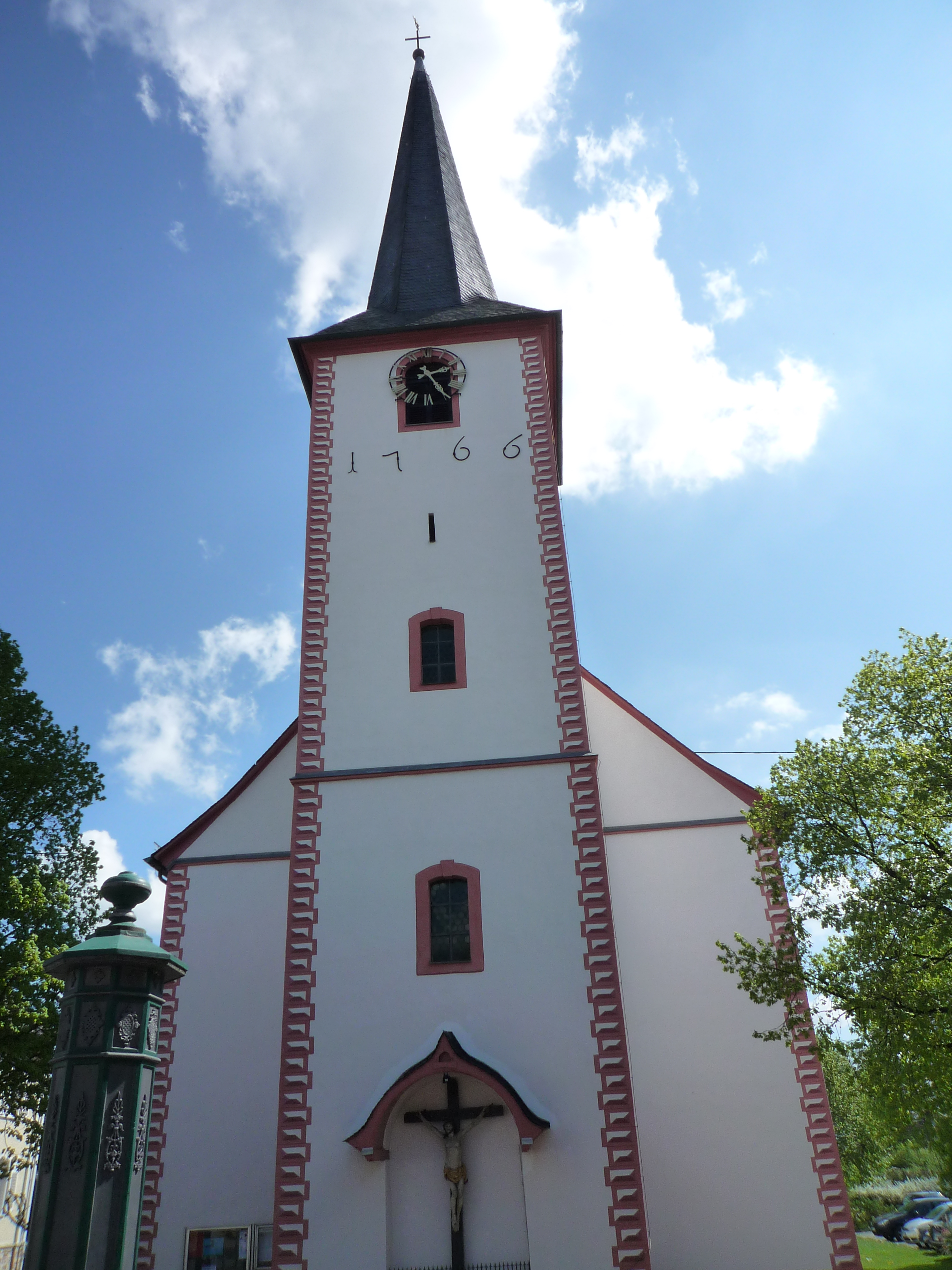
Pfarrkirche St. Anna

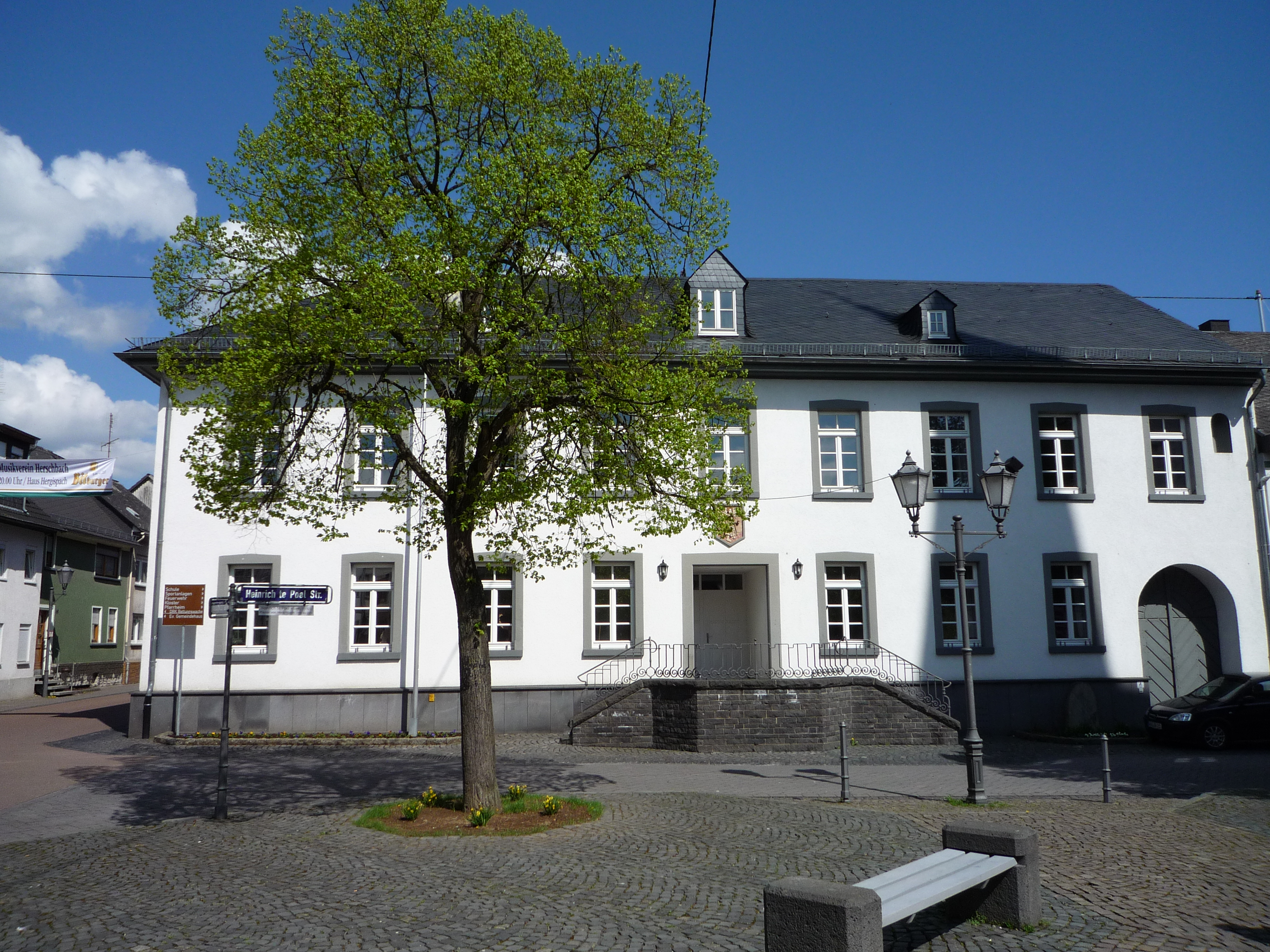
Rathaus Herschbach

KlosterDas Kloster Marienheim wurde auf den Grundmauern der 1880 abgerissenen Wasserburg Arx Hergispach, die zuletzt als nassauische Oberförsterei diente, errichtet. 1903 zogen die Dernbacher Schwestern in das Kloster ein und diente zuletzt als Altenheim für die Schwestern des Ordens Arme Dienstmägde Jesu Christi.
1995 feierte das Kloster Marienheim, das bis dato noch den katholischen Kindergarten St. Anna beherbergte, sein 100-jähriges Bestehen. 2013 wurde es aufgegeben, und die verbliebenen Schwestern zogen aus. Seit 2015 befindet sich hier eine Ausgabestelle der Westerwaldkreis-Tafel. Anfang 2020 wurde das Kloster abgerissen.
Pfarrkirche St. AnnaAnstelle der seit 1486 in der Stadt benannten und 1664 St. Anna geweihten Kapelle errichtete Hofbaumeister Johannes Seiz 1765–1768 die heutige barocke Pfarrkirche St. Anna, die durch den Erzbischof und Kurfürsten von Trier Clemens Wenzeslaus von Sachsen geweiht wurde. Johann Wilhelm Schöler erbaute 1773/74 sein größtes Orgelwerk für die Herschbacher Pfarrkirche. Der Orgelprospekt – nebst einiger Pfeifensubstanz – ist bis heute erhalten.
Die in den Jahren 2007 bis 2009 renovierte St.-Anna-Pfarrkirche steht unter Denkmalschutz und bildet mit dem historischen Rathaus und dem neugestalteten Marktplatz den Ortskern von Herschbach. Bei der Unterhaltung der Kirche erhält die Pfarrgemeinde Unterstützung vom Kirchbauverein Herschbach.
Evangelisches GemeindehausDie evangelische Andreas-Gemeinde ließ erst 1989 ein Gotteshaus bauen, da bis zum Ende des Zweiten Weltkrieges fast ausschließlich Katholiken in Herschbach lebten.
Laurentius-KapelleIm abgegangenen Ort Oberherschbach, der heute den Gemeindefriedhof beherbergt, findet sich die Laurentius-Kapelle. Aufgrund ihrer frühgotischen Bauweise wird ihr Alter auf ca. 800 Jahre geschätzt. Als Kapelle erwähnt wurde sie erstmals im Jahr 1487. Im Marienmonat Mai finden hier Wallfahrten zur schmerzhaften Mutter Gottes statt.
Festhalle Haus HergispachDie Ortsgemeinde Herschbach ließ Anfang der 1980er Jahre die Festhalle Haus Hergispach neu bauen. Sie hat ein Fassungsvermögen von etwa 700 Personen und wird für Veranstaltungen aller Art genutzt.
Historisches RathausDas Rathaus von Herschbach war früher eine Volksschule und wurde später zum Rathaus umgebaut. Das Rathaus wurde Mitte der 1990er Jahre renoviert. Es bildet mit der Pfarrkirche und dem Marktplatz den historischen Ortskern.

### Musik
In Herschbach gibt es einen Musikverein (Musikverein Herschbach), einen Spielmannszug (Spielmannszug Herschbach), einen Männergesangsverein (MGV Frohsinn) und einen Gospelchor (Gospel Voices St. Anna), die Feste und Gottesdienste gestalten. Nicht mehr aktiv sind die Chöre Quartettverein Frohe Sänger Westerwald und Kirchenchor Cäcilia Herschbach.

### Sport und Freizeit
Herschbach verfügt über eine 2009 erbaute Sportanlage (Kunstrasen), eine zweistöckige Sporthalle, eine Tennisanlage, ein Freibad, einen Campingplatz, ein Fitnessstudio, einen Trimm-dich-Pfad, eine Grillhütte, mehrere Gaststätten zum Teil mit Kegelbahn oder mit regelmäßigen Musikveranstaltungen sowie einige Wanderwege in den umliegenden Wäldern von Herschbach, die teilweise dem Nordic-Walking-Park Westerwald im Abschnitt Verbandsgemeinde Selters zugehören.
Mehrere Sport- und Freizeitvereine bieten zahlreiche Möglichkeiten der Freizeitgestaltung: Fußball (Spielgemeinschaft SG Herschbach/Schenkelberg), Tennis (Tennisclub TC Blau-Weiß Herschbach) und Tischtennis (Tischtennisclub TTC Herschbach). Getanzt wird in den Tanzgruppen der Karnevalsgesellschaft KG Herschbach und der Tanzsportgemeinschaft TSG Westerwald/Mittelrhein. Gedartet wird im Dartclub Geislers Geier. Der Kur- und Verkehrsverein bietet über das Jahr zahlreiche Wanderungen an. Dieser nutzt und betreut auch neben dem Angelsportverein ASV Westerwald/Herschbach die Fischteiche und Weiher in den ehemaligen Quarzitgruben.

### Regelmäßige Veranstaltungen
- Straßen- und Sitzungskarneval
- Rosenmontagszug
- Frühjahrsmarkt
- Große Zeltkirmes
- Herbstmarkt
- Martinsfeier
- Prinzenproklamation
- Nostalgischer Weihnachtsmarkt

### Karneval

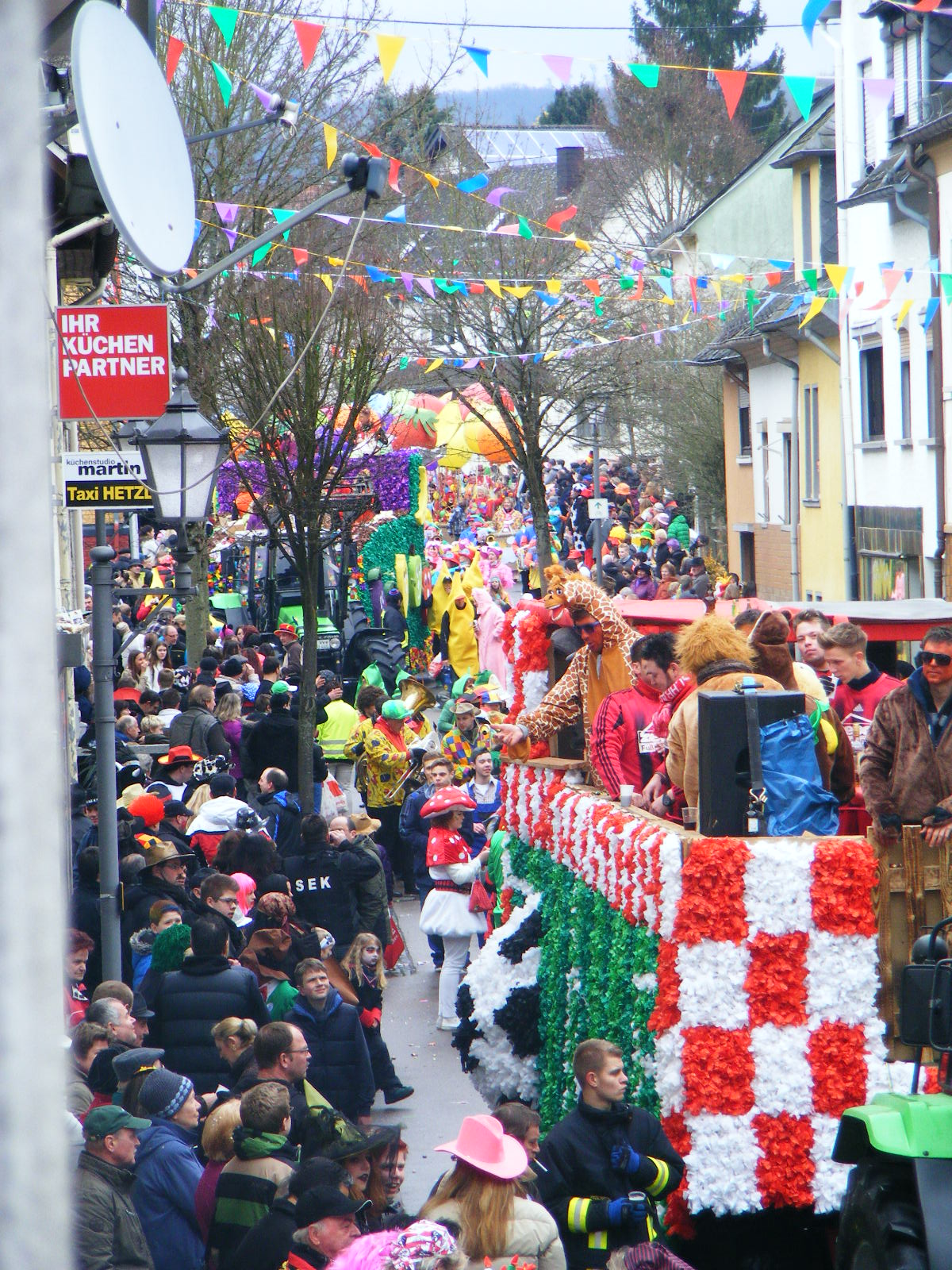
Der Rosenmontagszug 2014 zieht durch den Ortskern

Einen hohen Stellenwert im Herschbacher Vereinsleben hat der Herschbacher Karneval. Auch wenn die Karnevalsgesellschaft Herschbach (KG) „erst“ im Jahre 1912 gegründet wurde, sind dennoch Überlieferungen von früheren Karnevalsfeiern bekannt. Die Session wird traditionell am Samstag vor dem 11. November mit der Prinzenproklamation der KG in der Festhalle eröffnet, ehe in der Folgezeit bis zu den närrischen Tagen ein aktiver Sitzungskarneval (Herrensitzung der Närrischen Ritter Westerwald, Möhnenball des Möhnenvereins Fidelio sowie Ortsfastnacht, Galasitzung und Kindersitzung der KG) gepflegt wird und den einzelnen Veranstaltungen jeweils mehrere hundert Besucher beiwohnen. Untermalt wird das karnevalistische Treiben durch weitere Veranstaltungen wie die Hüttengaudi des Spielmannszuges, das traditionelle Stürmen des Kindergartens und der Grundschule durch die KG am Schwerdonnerstag, die Invasion des Rathauses am selben Tag durch die Möhnen sowie den Kinderprinzenempfang und den dazugehörigen kleinen Umzug am Tulpensonntag. Der jährliche Rosenmontagszug als Sessionshöhepunkt ist mit seinen über 2.000 Mitwirkenden, verteilt auf rund 100 Zugnummern, und bis zu 15.000 Besuchern einer der größten der Region, was Herschbach den Titel der lokalen Karnevalshochburg einbrachte. Die Karnevalsgesellschaft Herschbach unterhält hierzu eine eigene große Wagenbauhalle, in der die Motivwagen für den Zug gebaut werden. Eine Besonderheit stellt hierbei die Verwendung von bis zu 30.000 selbstgebastelten Papierrosen pro Wagen dar, die für die Schmückung der Wagen verwendet werden. Im September des Ortsgemeinde-Jubiläumsjahres 1998 fand der RKK-Tag in Herschbach statt, an dessen Umzug 123 angeschlossene Vereine mit rund 7500 Personen beteiligt waren und dem etwa 12.000 Zuschauer beiwohnten.

## Wirtschaft und Infrastruktur

### Verkehr
- Herschbach liegt an der Bundesstraße 413 und ist mit dieser über drei Anschlussstellen angebunden. In relativer Nähe befindet sich die Bundesstraße 8.
- Herschbach liegt nahe den Bundesautobahnen 3 und 48 zwischen Köln, Frankfurt am Main und Koblenz. Die nächsten Autobahnanschlussstellen sind bei Ransbach-Baumbach (12 km, Richtung Frankfurt und Koblenz) und Dierdorf (11 km, Richtung Köln). Die nächsten Anschlüsse Richtung Nordosten/Osten über die Bundesautobahn 45 befinden sich erst bei Freudenberg (54 km, Richtung Dortmund) und Herborn-West (48 km, Richtung Gießen). Die mittlerweile verworfene Planung einer Verlängerung der Bundesautobahn 48 in Richtung Siegen (Westerwaldautobahn) verlief östlich des Dorfes zwischen Herschbach und Schenkelberg in Nord-Süd-Richtung.[24]
- Die Landesstraße 292 verläuft durch den Ort, und die Landesstraße 305 ist über zwei Anschlussstellen mit der Ortsgemeinde verbunden.
- Herschbach lag an der Kleinbahn Selters-Hachenburg (Selters – Wahlrod – Hattert – Hachenburg).
- Der nächstgelegene ICE-Halt ist der Bahnhof Montabaur (20 km) an der Schnellfahrstrecke Köln–Rhein/Main. Weitere regionale und überregionale Bahnhöfe in relativer Nähe befinden sich in Koblenz (40 km, linke Rheinstrecke, Moselstrecke), Neuwied (30 km, rechte Rheinstrecke), Limburg an der Lahn (44 km, Lahntalbahn, Main-Lahn-Bahn), Au (Sieg) (30 km, Siegstrecke), Herborn (50 km, Dillstrecke), Siershahn (12 km, Unterwesterwaldbahn) und Ingelbach (16 km, Oberwesterwaldbahn).

### Wirtschaft und Gesundheit
Eine Grundausstattung für den täglichen Bedarf ist mit einer Post, mehreren Lebensmittelläden, Tankstellen, Metzgereien, Bäckereien, Banken, Gaststätten und Restaurants gewährleistet. Ebenso sorgen Allgemeinärzte, Zahnärzte und eine Apotheke für eine medizinische Grundversorgung. Verschiedenste Industrie-, Handwerks- und Dienstleistungsbetriebe komplettieren das gewerbliche Bild Herschbachs.

### Bildung
- Katholische Kindertagesstätte St. Anna (mit Kleinkindergruppe und Hort)
- Katholische öffentliche Bücherei
- Grundschule Herschbach (freiwillige Ganztagsschule)

Weiterführende Schulen gibt es in den Nachbargemeinden Dierdorf (Gymnasium, Realschule plus, beide freiwillige Ganztagsschulen) und Selters (Integrierte Gesamtschule).

### Munitionsdepot
In den 1980er Jahren errichtete die Bundeswehr an der Bundesstraße 8 ein Bunkerareal, das kurze Zeit später wieder aufgegeben wurde. Heute können die zahlreichen Bunker gemietet werden.

### Windpark
Im Sommer 2006 wurden zwölf Windkraftanlagen des Typs Enercon E-70 auf dem Hartenfelser Kopf fertiggestellt. Diese versorgen ca. 12.500 Haushalte und sparen 28.500 Tonnen CO2 pro Jahr ein. Der Windpark ist eines der größten Windpark-Projekte in einem Waldstandort, die in der Bundesrepublik realisiert wurden. Zwei Windkraftanlagen stehen in der Gemarkung Herschbach.

## In Herschbach geboren
- Carl Panthel (1821–1900), Königlicher Sanitätsrat und Badearzt in Bad Ems
- Johann Himmerich (1834–1880), Mitglied des Provinziallandtages der Provinz Hessen-Nassau
- Franz Himmerich (1849–1934), Mitglied des Provinziallandtages der Provinz Hessen-Nassau
- Norbert Martin (1936–2020), Soziologe
- Bernhard Hemmerle (* 1949), Kirchenmusikdirektor
- Herbert Schenkelberg (* 1952), Richter, Verwaltungsjurist, ehemals Polizeipräsident in Düsseldorf
- Alfons Eberz  (* 1958?), Opernsänger[26]